# Colchicum laetum
Colchicum laetum är en tidlöseväxtart som beskrevs av Christian von Steven. Colchicum laetum ingår i släktet tidlösor, och familjen tidlöseväxter. Inga underarter finns listade i Catalogue of Life.